# Amanieu II d'Armagnac
Pour les autres membres de la famille, voir Maison d'Armagnac.
Amanieu II d'Armagnac, né vers 1220-1230, mort au château de Meymes le 11 septembre 1318, est archevêque d'Auch de 1261 à 1318.
Membre de la puissante maison d'Armagnac, Amanieu II était le fils de Roger d'Armagnac, vicomte de Fézensaguet. Un de ses frères devint comte d'Armagnac sous le nom de Géraud VI. 

## Carrière ecclésiastique
Chanoine de Toulouse, Amanieu II d'Armagnac devient archevêque d'Auch en 1261. Il réunit plusieurs conciles et synodes à Auch, en 1272, vers 1300 et en 1308. Il en convoque d'autres à Nogaro en 1290, 1303 et 1315.
En 1302, il se rend à Rome à la requête de Boniface VII pour assister au concile. 
En 1312, il préside la chambre ecclésiastique aux États généraux réunis par Philippe le Bel. Il prend parti contre le roi et contre son souhait de prélever un subside général sur tout le royaume. 
Il semble avoir été celui qui posa la première pierre de la nouvelle cathédrale d'Auch en 1288 comme en témoigne la pierre conservée dans la chapelle du prieuré Saint-Orens. Il est aussi celui qui a bâti l'actuel château de Mazères à Barran. Grand édifice en brique, il était à l'époque de sa construction probablement l'un des plus grands édifices gothiques civils du sud ouest. L'inventaire dressé à la mort d'Amanieu II d'Armagnac témoigne de la grandeur et de l'importance de ce bâtiment pour l'essentiel conservé sous les ajouts des siècles suivants. Autour d'une grande aula, d'une église palatine à deux niveaux le bâtiment était une grande forteresse à la fois puissante et élégante. L'inventaire laisse entrevoir aussi une activité de scriptorium. La construction a été probablement menée des années 1260 à 1300. 
C'est dans ce château qu'Amanieu rédigea son testament le 30 avril 1316, deux ans avant sa mort. 

## Sources et références
- Dictionnaire de biographie française, Paris, 1932-2005 [détail des éditions] , col. 260-261, Paris, Letouzey, 1966.
- Olivier Meslay, « Un inventaire du château de Mazères en 1318, accompagné des inventaires du palais épiscopal d'Auch et du château de Bassoues », Bulletin de la Société Archéologique du Gers, 1993, p. 137-186.
- Priscille Dubarry de Lassale, « Une résidence princière gasconne au tournant du XIIIe siècle : l'aile occidentale du château de Mazères », Bulletin de la Société Archéologique du Gers, 2001/2, p. 409-429.
- Philippe Jacquin, "Conciles et synodes de l'archevêque d'Auch Amanieu II d'Armagnac (1261-1318)", Theses ad doctoratum in jure canonico / Pontificia Universitatis Lateranensis. Pontificia Univ. Lateranense, 2007
- Jacques Lapart, La préfecture du Gers à Auch : histoire et architecture de l'ancien palais archiépiscopal. Bulletin de la Société Archéologique du Gers, 2014/2, p. 153-182.